# 朱諾相機

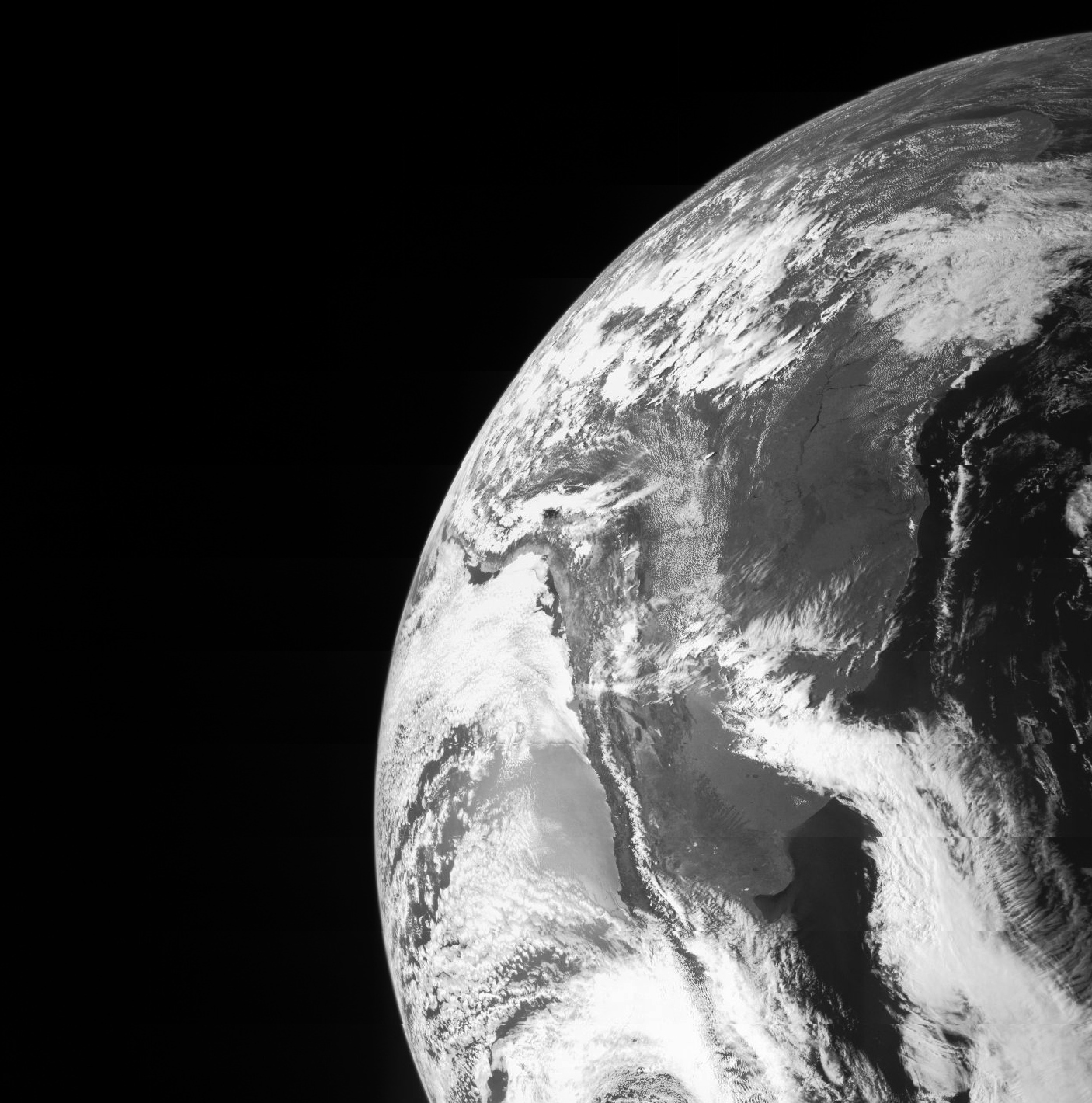
朱諾號於2013年10月掠過地球時朱諾相機拍攝的地球。

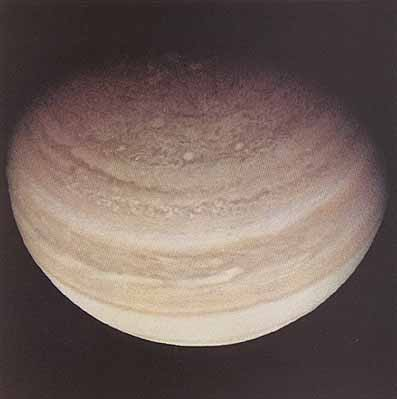
1974年，先鋒11號利用木星重力加速前往土星時拍攝的木星極區。

朱諾相機（縮寫）是前往木星的朱諾號攜帶的可見光相機/望遠鏡，它是馬里蘭太空科學系統（Malin Space Science Systems）製造。的朱諾號已於2011年8月5日發射前往木星。
朱諾號預定的軌道是高離心的橢圓軌道，使它可以接近極區至4,300（2,700英里）以內，但是在赤道可以遠至距離木星最遠的伽利略衛星，卡利斯多的軌道之外。這樣的軌道設計有助於探測器（及科學輔助儀器）避免木星輻射帶對太空船的電子儀器記錄和太電池板的破壞。「朱諾抗輻射拱頂」與鈦牆也有助於遮蔽和保護朱諾號的電子設備。
為了更好的推定朱諾號的軌道參數，其中一項必須考慮和研究的是木星系統的輻射對探測器的影響。前往木星的伽利略號探測器，是在赤道軌道上運行，曾經承受至少超過其設計極限的20拉德三倍的異常輻射。相對而言，朱諾號承受輻射的能力比伽利略號更勝一籌。
由於通訊的限制，朱諾號在11天的軌道週期內只能送回40百萬位元組的相機資料。這將限制影像的補獲和傳輸的數量，在每個軌道期間的數量從10-1,000不等。相較於伽利略任務，儘管其傳送資料的速度緩慢，依然補獲了數以千計的影像。

## 原始設計
朱諾相機的物理和電子介面很大程度上是基於火星科學實驗室的儀器MARDI。但是，相機內部某些方面的機制和外殼已經修改過，以提供穩定的運作，和承受木星上較強的輻射和磁場。任務中將提供木星的極區和部分低緯度雲帶的近攝影像，而朱諾號預期的軌道讓相機能夠獲得每畫素相當於15（9.3英里）的解析度。

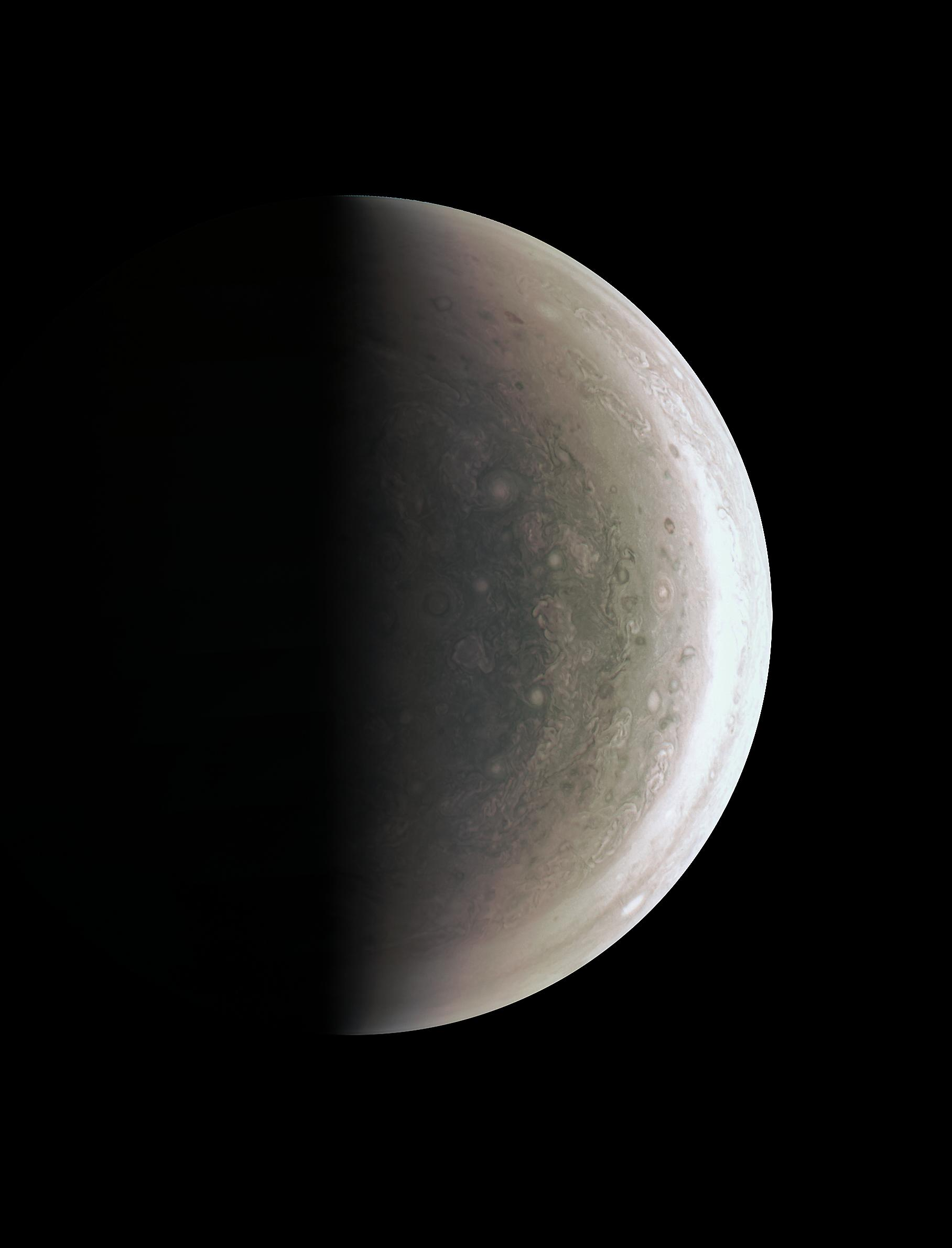
朱諾相機拍攝的木星極區。

## 介面
相機的運作是由MSSS製作的朱諾數位電子組合（JunoCam Digital Electronics Assembly，JDEA）來控制。朱諾相機是固定在太空船的主體上，與太空船一起移動。航海家相機（也曾經拍攝木星）是唯一可以移動的太空船相機。

## 規格
相機和太空船的任務不是為了研究木星的衛星 ，將只對木星的兩極和大氣層做高解析度的成像。朱諾相機的視野太寬，對任何一顆木衛的解析度是每畫素232公里。在軌道最遠點，木星本身在朱諾相機中只佔有75個畫素，但在最接近時，從4,300公里的距離，朱諾相機可以達到15Km/pixel，而哈伯太空望遠鏡從6億公里的距離，得到的解析度是114Km/pixel。
朱諾相機使用柯達的圖像感應器，柯達 KAI-2020，能夠在1600 X 1200的圖元上形成彩色影像。它的視場是18 x 3.4度，使用三個濾鏡提供彩色影像。

## 木星極光紅外成像儀
在2005年，義大利太空總署（Italian Space Agency，ASI）提出額外的可見光儀器'ItaCam'，但是它們建造的是近紅外觀景器/光譜儀，木星極光紅外成像儀（Jovian Infrared Auroral Mapper，JIRAM）和Ka波段傳輸器。ASI之前曾為探測土星的卡西尼－惠更斯號提供近紅外儀器

## 外部連結
- MSSS JunoCam for Juno Jupiter Orbiter （页面存档备份，存于）
- Big Dipper by JunoCam （页面存档备份，存于）
- Earth flyby pics (B&W and color)
- Earth flyby pics （页面存档备份，存于） (raw)
- Earth flyby pic （页面存档备份，存于） (B&W)